# J-FIVE
J-FIVE（ジェイ・ファイブ、本名：ジョナサン・コバクス - Jonathan Kovacs 1983年 - ）は、アメリカ合衆国、ロサンゼルス出身の歌手。カリフォルニア大学ロサンゼルス校在学。代表曲として、チャーリー・チャップリンの映画「モダン・タイムス」でチャップリンが歌ったティティナを、現代風にカバーした「Modern Times」などが挙げられる。